# ジョン・アンソニー・ブルックス
ジョン・アンソニー・ブルックス・ジュニア（John Anthony Brooks Jr.、1993年1月28日 - ）は、ドイツ・ベルリン出身のドイツ系アメリカ人プロサッカー選手。アメリカ代表。ヘルタ・ベルリン所属。ポジションは、ディフェンダー(CB)。

## 経歴

### クラブ
シカゴ出身の親の下、ベルリンで生まれ育つ。地元クラブであるヘルタ・ベルリンの下部組織で育成され、2010–11シーズンからリザーブチーム昇格。翌年4年のプロ契約をヘルタと結んだ。2012年8月、2. ブンデスリーガ開幕戦のアイントラハト・フランクフルト戦でプロデビュー。さらにプロ初得点も挙げ勝利に貢献した。
2014–15シーズン、ブルックスは27試合に出場してリーグ3位となる対人勝率68%を記録した。またパス成功率もリーグ12位となる75%を記録した。
2017年5月31日、VfLヴォルフスブルクへ移籍した。移籍直後から最終ラインの主力に定着した。2022年3月1日、同シーズンかぎりでの退団を発表した。
ヴォルフスブルク退団後、1年契約で2022年9月1日にSLベンフィカに加入した。
2023年1月26日、1年半契約でTSG 1899ホッフェンハイムに移籍した。

### 代表
U-20とU-23アメリカ代表に選出されているほか、1度だけU-20ドイツ代表に選出されたことがある。2010年9月開催のU-20パラグアイ代表戦で代表デビュー。2013年7月、親善試合のボスニア・ヘルツェゴビナ代表戦でアメリカA代表デビューを果たした。
2014 FIFAワールドカップでは初戦のガーナ代表戦で負傷したマット・ベスラーに代わり後半から出場、グラハム・ズシのコーナーキックに頭で合わせ決勝ゴールを挙げた。
2015年6月開催のオランダ代表戦では1-3の状況からゴールを奪い、アメリカの対オランダ戦初勝利に貢献した。1ヶ月後には2015 CONCACAFゴールドカップのメンバーに選出、4試合に出場した。

## 個人成績

### クラブ
2017年6月1日現在
| クラブ             | シーズン | リーグ            | リーグ | リーグ | カップ | カップ | 大陸 | 大陸 | 合計 | 合計 | 脚注   |
| クラブ             | シーズン | ディビジョン      | 出場   | 得点   | 出場   | 得点   | 出場 | 得点 | 出場 | 得点 | 脚注   |
| ------------------ | -------- | ----------------- | ------ | ------ | ------ | ------ | ---- | ---- | ---- | ---- | ------ |
| ヘルタ・ベルリンII | 2010–11  | レギオナル北      | 16     | 0      | —      | —      | —    | —    | 16   | 0    | [ 13 ] |
| ヘルタ・ベルリンII | 2011–12  | レギオナル北      | 15     | 0      | —      | —      | —    | —    | 15   | 0    | [ 14 ] |
| ヘルタ・ベルリンII | 2013–14  | レギオナル北東    | 3      | 2      | —      | —      | —    | —    | 3    | 2    | [ 15 ] |
| ヘルタ・ベルリンII | 2014–15  | レギオナル北東    | 2      | 0      | —      | —      | —    | —    | 2    | 0    | [ 15 ] |
| ヘルタ・ベルリンII | 2015–16  | レギオナル北東    | 1      | 0      | —      | —      | —    | —    | 1    | 0    | [ 15 ] |
| ヘルタ・ベルリンII | 合計     | 合計              | 37     | 2      | —      | —      | —    | —    | 37   | 2    | —      |
| ヘルタ・ベルリン   | 2012–13  | 2. ブンデスリーガ | 29     | 1      | 0      | 0      | —    | —    | 29   | 1    | [ 16 ] |
| ヘルタ・ベルリン   | 2013–14  | ブンデスリーガ    | 16     | 2      | 1      | 0      | —    | —    | 17   | 2    | [ 15 ] |
| ヘルタ・ベルリン   | 2014–15  | ブンデスリーガ    | 27     | 1      | 1      | 0      | —    | —    | 28   | 1    | [ 15 ] |
| ヘルタ・ベルリン   | 2015–16  | ブンデスリーガ    | 23     | 1      | 4      | 1      | —    | —    | 27   | 2    | [ 15 ] |
| ヘルタ・ベルリン   | 2016–17  | ブンデスリーガ    | 24     | 2      | 3      | 0      | 2    | 0    | 29   | 2    |        |
| ヘルタ・ベルリン   | 合計     | 合計              | 119    | 7      | 9      | 1      | 2    | 0    | 130  | 8    | —      |
| 全合計             | 全合計   | 全合計            | 132    | 7      | 9      | 1      | 2    | 0    | 167  | 10   | —      |

## 代表歴

### 出場大会
- アメリカ代表
  - 2014 FIFAワールドカップ

### 試合数
- 国際Aマッチ 45試合 3得点（2013年-2021年）[17]

| アメリカ代表 | 国際Aマッチ | 国際Aマッチ |
| 年           | 出場        | 得点        |
| ------------ | ----------- | ----------- |
| 2013         | 2           | 0           |
| 2014         | 6           | 1           |
| 2015         | 10          | 1           |
| 2016         | 11          | 1           |
| 2017         | 4           | 0           |
| 2018         | 3           | 0           |
| 2019         | 2           | 0           |
| 2020         | 1           | 0           |
| 2021         | 6           | 0           |
| 通算         | 45          | 3           |

### 得点
| No. | 年月日        | 会場                                     | 対戦相手 | スコア | 結果 | 大会                    |
| --- | ------------- | ---------------------------------------- | -------- | ------ | ---- | ----------------------- |
| 1   | 2014年6月16日 | アレーナ・ダス・ドゥーナス               | ガーナ   | 2–1    | 2–1  | 2014 FIFAワールドカップ |
| 2   | 2015年6月5日  | アムステルダム・アレナ                   | オランダ | 2–3    | 4–3  | 親善試合                |
| 3   | 2016年5月28日 | ライブストロング・スポーティング・パーク | ボリビア | 2–0    | 4–0  | 親善試合                |

## 人物
- ヘルタ・ベルリンの下部組織時代のチームメイトには後にMLBで外野手としてプレーするマックス・ケプラーがいた。ケプラーとは同じベルリンのインターナショナル・スクールに通っていた。[要出典]